# Sääksjärvi (sjö i Loppis, Egentliga Tavastland)
Sääksjärvi är en sjö i kommunen Loppis i landskapet Egentliga Tavastland i Finland. Sjön ligger 132,5 meter över havet. Arean är 56 hektar och strandlinjen är 4,89 kilometer lång. Sjön  ingår i Karisåns huvudavrinningsområde.   Den ligger omkring 42 km söder om Tavastehus och omkring 70 km nordväst om Helsingfors. I sjön finns öarna Hyttyssaari, Ympyriäinensaari och Pitkäsaari. 